# Desarrollo económico local

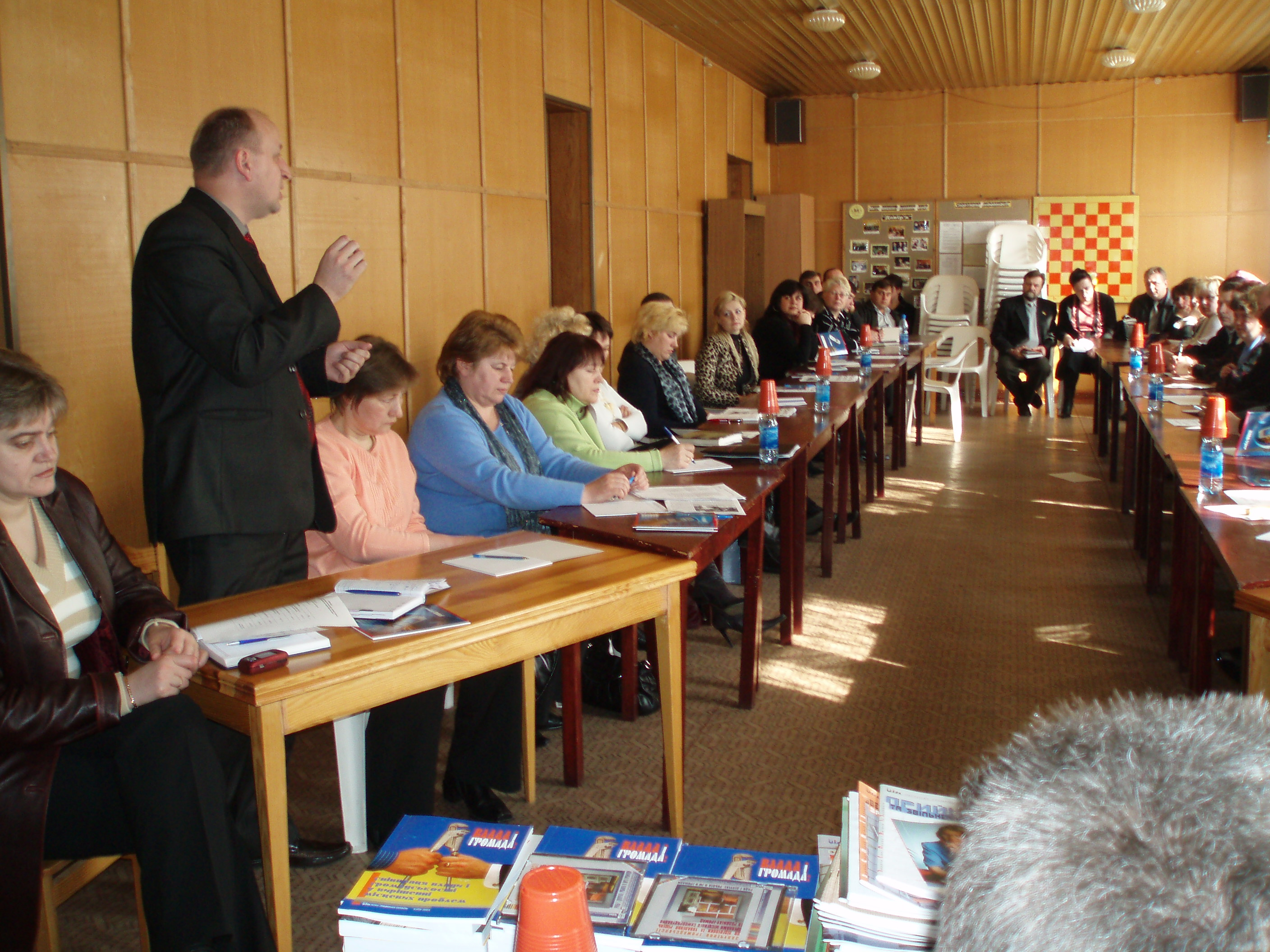
Reunión sobre Desarrollo Comunitario en Ivankiv, capital del distrito homónimo ucraniano, donde se debatió en relación a los esfuerzos locales para reducir los efectos del accidente nuclear de Chernóbil.

El desarrollo económico local no es simplemente o necesariamente reflejo de un proceso nacional de desarrollo y progreso en una determinada localidad. Lo que realmente caracteriza y refuerza el proceso de desarrollo económico local, es el protagonismo de actores locales en la formulación de estrategias, así como en la toma de decisiones, en la implementación de nuevos proyectos y de iniciativas novedosas, en el liderazgo, etc.
Uno de los actores fundamentales del desarrollo económico local es el gobierno local, entendido generalmente como el gobierno del municipio, comuna, cantón, distrito, parroquia o denominación similar del menor nivel de gobierno, siendo fundamental la capacidad que este tenga para desarrollar políticas de desarrollo económico local.
Por lo tanto, trátase de un proceso de desarrollo económico que se basa en la autonomía y en el dinamismo de los agentes locales, que en algunos casos, incluso contradicen y discuten y se oponen al pensamiento dominante. Según el Instituto Pólis (2005), en Brasil, "la temática del desarrollo económico local toma cierta relevancia en los últimos años, como consecuencia tanto de las muchas inquietudes locales focalizadas en este asunto, como por causa de una acentuada degradación de la situación social, y en muchos casos junto al abandono o al pesimismo en cuanto a otras iniciativas encaradas a mayor escala. En esta medida, lo local es observado como la última trinchera, como la última reserva, a efectos de impulsar el desarrollo económico y el mejoramiento de la situación social, a pesar de los menores poderes existentes en este ámbito, y a pesar de la también menor capacidad existente para oponerse a tendencias generales y a macropolíticas nacionales."
En muchos casos, una acción inteligente, o un emprendimiento encarado con seriedad y con constancia, por insignificantes que inicialmente puedan parecer, puede contribuir a reducir la pobreza local, y/o el desempleo local, y/o alguna otra característica negativa. Una de esas acciones, podría ser por ejemplo, la concesión de microcréditos. 
Creador de concepto, y pionero en cuanto a implementación a nivel mundial, el Grameen Bank de Bangladés hoy día ya atiende a más de 6 millones de personas, en su mayoría mujeres. La creación de este emprendimiento se debe a Muhammad Yunus, Premio Nobel de la Paz del año 2006.